# En terre étrangère (roman)
Pour les articles homonymes, voir En terre étrangère.
En terre étrangère (titre original : Stranger in a Strange Land) est un roman de science-fiction américain écrit par Robert A. Heinlein et publié en 1961. Il a été récompensé par le prix Hugo du meilleur roman 1962.
Par les thèmes qu’elle aborde (l'importance de l'amour physique et la valorisation du désir sans tabous, le refus de toute violence, la critique de l'État, du rôle de la presse et de la religion), cette œuvre a exercé une influence majeure sur la pensée de la contre-culture des années 1970 aux États-Unis.

## Présentation

Le drapeau de Mars, tel que décrit dans le roman.

Lors de la première mission spatiale humaine vers la planète Mars, le vaisseau spatial Envoy emporte à son bord huit scientifiques, hommes et femmes. Ils ne pourront jamais rentrer sur Terre.
Quelques dizaines d’années plus tard, la Terre envoie sur Mars le navire fédéral Champion avec un équipage de quarante et un hommes. C’est le Champion qui ramène sur Terre Valentin Michaël Smith, le dernier survivant de la mission Envoy qui a été élevé pendant toutes ces années par les Martiens. L’arrivée de « l’Homme de Mars » sur Terre fait sensation.

## Historique de la publication

### Création
En terre étrangère est un roman de science-fiction de Robert A. Heinlein, paru aux États-Unis en 1961, puis en France en 1970. Le titre original du roman, Stranger in a Strange Land est une citation de Moïse dans la Bible, tirée de l’Exode, 2:22. Stranger (l’« émigré » dans la traduction œcuménique française) est la transcription anglaise de l’hébreu « Guershom » (guer sham = "étranger là-bas"), nom que donnent Moïse et Séphora à leur fils.
L’œuvre est dédiée à Robert Cornog (un ami de Heinlein pendant la guerre, chef ingénieur du Projet Manhattan), Fredric Brown et Philip José Farmer, deux écrivains de science-fiction.
Robert A. Heinlein mit dix ans à écrire son roman. Il déclara par la suite : « Je n’étais nullement pressé de terminer ce roman, car l’histoire ne pouvait être publiée commercialement avant que les mœurs du public aient changé. Je vois effectivement les mentalités évoluer et il est apparu que j’avais correctement programmé la sortie de mon livre. »
À sa sortie en 1961, ce roman fut un véritable best-seller, faisant venir à la science-fiction des lecteurs qui n’y étaient pas sensibles jusqu’alors. Par les thèmes qu’elle aborde, cette œuvre exerça une influence majeure sur la pensée de la contre-culture des années 1970. Le roman En terre étrangère a connu 19 éditions américaines successives et 4 versions audio (cassette ou CD) entre 1961 et 2003.

### Deux versions concurrentes
Les éditeurs de Robert A. Heinlein exigèrent de l’auteur qu’il fasse de larges coupes et qu’il retire une scène au contenu sexuel explicite de son manuscrit. Robert A. Heinlein travailla au remaniement de son manuscrit pendant l’hiver 1960-1961. Des 220 000 mots de la version originale ne subsista qu’une version expurgée de 160 000 mots qui fut publiée en 1961. Ce n’est qu’en 1988 que sa veuve, Virginia Heinlein, trouva un éditeur pour la version originale du roman, qui sortit finalement aux États-Unis en 1991.

### Structure de l’œuvre
Si le roman est formellement découpé en cinq parties et trente-neuf chapitres qui racontent les grandes étapes chronologiques du cheminement existentiel du héros Valentin Michaël Smith, le contexte narratif du récit se divise en deux volets.
Le premier a pour objet le combat des protagonistes contre les manœuvres frauduleuses du gouvernement de la Fédération – de la séquestration du héros jusqu’à la nomination du secrétaire général comme administrateur de ses biens – (parties 1 et 2).
Le second abandonne le contexte juridique et politique pour aborder une thématique religieuse et imaginer l’amorce possible d’une utopique révolution des mœurs – depuis la première visite de l’Homme de Mars à l’Église fostériste jusqu’à la création de l’Église de Tous les Mondes –  (Parties 3,4 et 5).

### Style
Le style, toujours vif et plein d’humour, alterne entre la description des nombreuses péripéties des protagonistes et les longues tirades philosophiques du personnage dénommé Jubal E. Harshaw sur la vie, le monde, la société, la philosophie, la religion, l’amour, l’argent, l’art, etc. Le savoir encyclopédique du personnage permet à son auteur d’aborder à peu près tous les sujets. Certains commentateurs américains y ont vu des réminiscences du style réaliste de Mark Twain.

### Genre
Le roman - qui raconte le parcours initiatique d’un Homme venu de Mars qui découvre la civilisation humaine - est une satire tenant à la fois du roman d'apprentissage et de l’essai philosophique.
Si le roman développe un environnement futuriste propre au genre de la science-fiction (les taxis volent, pilotés par un chauffeur humain ou simplement automatisés, les communications se font par visiophone, les portes se dilatent, etc.), il sait également faire appel à un registre plus fantastique et humoristique, par exemple lorsque, dans la seconde partie du roman, la parole est donnée aux défunts évêques de l’Église fostériste qui sont devenus des anges au Paradis.

### Présence de l’auteur
Quelques critiques américains ont vu dans Jubal E. Harshaw, ce personnage de misanthrope sarcastique, mais fort diplômé, le porte-parole des idées de Robert A. Heinlein dans le roman.
Également, dans le roman Jubal E. Harshaw est un auteur d’histoires populaires à succès, écrites à la chaîne sur la base de schémas narratifs convenus et publiées dans la presse ou diffusées sur les ondes radio. Peut-être un clin d’œil ironique aux propres débuts de l’auteur dans la presse populaire des pulp magazines américains.

## Résumé

### Chronologie des événements
Lors de la première mission spatiale humaine vers Mars, le vaisseau Envoy emporte à son bord huit scientifiques, hommes et femmes, qui ne rentreront jamais sur Terre. Quelques dizaines d’années plus tard, la Terre envoie sur Mars le navire fédéral Champion avec un équipage de quarante-et-un hommes. C’est le Champion qui ramène sur Terre Valentin Michaël Smith, le dernier survivant de la mission Envoy qui a été élevé pendant des années par les Martiens. Très faible, souffrant physiquement de la gravité terrestre, il est immédiatement transféré sous bonne garde dans une chambre d’hôpital. Pendant que le Haut Conseil de la Fédération statue sur son cas, la presse tente l’impossible pour entrer en contact avec l’« Homme de Mars » et s’assurer l’exclusivité de ses interviews.
Ben Caxton, journaliste au Post, contacte l’infirmière Gillian Boardman. Il lui explique que Mike, l’Homme de Mars, est l’héritier d’une immense fortune, de parts importantes des Lunar Enterprises de son père et, surtout, qu’il pourrait même être considéré comme l’unique propriétaire légal de la planète Mars. Ben Caxton, persuadé que le gouvernement tente d’extorquer les biens de Mike, réussit à convaincre Gillian Boardman de l’aider. L’infirmière place alors un magnétophone dans une chambre attenante à celle de l’Homme de Mars et Ben Caxton utilise les bandes ainsi enregistrées pour rédiger des articles corrosifs sur les manœuvres frauduleuses et sans scrupules du gouvernement.
Lorsque Gillian Boardman constate que l’Homme de Mars présenté par le secrétaire général Joseph Edgerton Douglas à la télévision est un imposteur, elle contacte Ben Caxton. Le journaliste décide d’en avoir le cœur net et se rend à l’hôpital accompagné de son avocat et d’un « juste témoin » à l’objectivité irréprochable. Peu après leur visite, l’Homme de Mars est prétendument transféré dans un autre hôpital et Ben Caxton est enlevé par les services spéciaux de police. Inquiète de l’absence prolongée du journaliste, Gill Boardman décide de faire sortir Mike de l’hôpital sous un déguisement de femme. Lorsque la police les retrouve au domicile du journaliste où ils s’étaient réfugiés, Mike révèle son étrange pouvoir : il peut faire disparaître des personnes ou des objets par la seule force de sa volonté. Après la disparition de Gilbert Berquist, l’agent du secrétaire général, et des agents de police qui l’accompagnaient, les deux fugitifs partent finalement en Pennsylvanie chez Jubal E. Harshaw, un ami de confiance du journaliste Ben Caxton.
Jubal E. Harshaw décide d’aider les deux fugitifs. Le vieil avocat et médecin acariâtre s’occupe de l’éducation humaine de l’Homme de Mars. Grâce à lui, Mike apprend à lire et dévore bientôt l’Encyclopedia britannica. Pendant ce temps, Gillian Boardman s’entretient avec Harshaw des moyens de retrouver Ben Caxton qui a disparu. Tandis que Mike aborde la lecture de William Shakespeare ou de Casanova et découvre les joies humaines du baiser, les forces de police atterrissent dans le jardin de la propriété de Jubal E. Harshaw pour arrêter Mike et Gillian. Caché au fond de la piscine, Mike fait disparaître les forces de police, corps et âmes.
Lors d’une réunion au sommet avec les politiciens les plus importants de la planète, Jubal E. Harshaw réussit à présenter Mike comme l’ambassadeur officiel de Mars et à protéger les droits de Mike par contrat, faisant du secrétaire général Douglas son administrateur attitré. En échange, le secrétaire général fait libérer le journaliste Ben Caxton. Jubal emmène ensuite l’homme de Mars à l’Église fostériste qui l’a invité à assister à l’une de ses cérémonies à grand spectacle.
Après un entretien privé avec l’évêque Digby qu’il fait finalement disparaître, Mike rentre chez Jubal E. Harshaw, réfléchit aux concepts de Dieu et de religion et découvre l’amour physique avec Gillian. Les deux amants quittent ensuite la Pennsylvanie. Ils s’intègrent pendant un temps à une troupe de forains et gagnent leur vie avec des tours de magie grâce aux dons psychiques de Mike. Leur lien télépathique se renforce et leur expérience sexuelle s’enrichit encore avec la rencontre de Patricia Paiwonski. Ils quittent ensuite le milieu forain et se fondent dans la masse des joueurs de Las Vegas où Mike utilise ses pouvoirs kinesthésiques pour gagner au jeu tout en étudiant les motivations des clients des casinos. Après Las Vegas, Jill et Mike se dirigent vers Palo Alto, puis vers San Francisco. Enfermé dans une bibliothèque, Mike y dévore les livres des grandes religions terriennes : le Talmud, le Livre des morts tibétain, etc. C’est lorsqu’il accompagne Jill dans un zoo, en voyant se battre des singes, que Mike comprend enfin le rôle social du rire et son lien intime avec la souffrance humaine. Il décide alors d’ôter la douleur du monde en créant sa propre église : l’« Église de Tous les Mondes », explicitement œcuménique et universelle.
Avec le succès grandissant de son Église qui autorise et encourage tous les plaisirs de la chair, Mike se fait également de nombreux ennemis, parmi lesquels l’évêque Short de l'Église fostériste - qui le traite publiquement d'Antéchrist - et la mafia new-yorkaise qui n'apprécie pas qu'il gagne à tous les coups dans ses tripots et casinos clandestins. Mike se fait dès lors régulièrement arrêter par la police pour incitation à la débauche ou sous le coup de plaintes individuelles. Lorsque le grand Temple de l’Église de Tous les Mondes brûle dans un incendie à l’origine douteuse, Jubal E. Harshaw qui n’avait plus de nouvelles de l’Homme de Mars décide de se rendre à New York pour y rejoindre Mike. Après avoir redécouvert les joies de sa jeunesse et les plaisirs de l’amour physique malgré son grand âge, Jubal E. Harshaw abandonne sa posture néo-pessimiste pour se convertir lui aussi à l’Église de Tous les Mondes.
Lorsqu’une foule déchaînée s’amasse au pied de l’immeuble où résident les responsables de l’Église de Tous les Mondes pour protester contre le message obscène que diffuse selon eux l’Église de l’Homme de Mars, Mike décide d’affronter son destin et descend affronter la foule et les médias qui lui sont devenus hostiles. Mike, insulté et conspué par la foule, meurt en martyr sous les coups d’opposants acharnés, mais sans jamais cesser de répéter « Oh mes frères, je vous aime tant. »

### Valentin Michaël Smith
Les noms des personnages suggèrent différents niveaux de lecture de l’œuvre. Ainsi, celui du protagoniste, Valentin Michaël Smith, résume l’argument du roman (le paradoxe d’un « Martien nommé Smith »), tout en fournissant un indice sur les bases théoriques sur lesquelles repose la satire (la théologie gnostique de Valentin d'Alexandrie et la Sémantique générale d’Alfred Korzybski, qui désigne les sujets de ses expériences de pensée « Smith_1 », « Smith_2 », etc.)
Valentin Michaël Smith a été élevé par les Martiens. La seule force de sa volonté et de son psychisme lui permet de modeler son corps, d’utiliser la télékinésie et de faire disparaître à son gré les personnes ou les objets qu’il juge « mauvais ».
Mike ne supporte pas les émotions fortes, n’ayant pas appris à les vivre comme les humains. Il se retire alors dans une sorte de paralysie corporelle, éloignant son esprit de la réalité afin de se protéger de ses émotions.
Mike n’a pas peur de la mort, s’en réjouit au contraire, car ce n’est pour lui que le passage à un stade ultérieur, celui des Anciens de Mars. Comme tout Martien, Mike est cannibale et considère le corps comme de la nourriture qu’il s’agit de ne pas gâcher.
Sur Mars, l’eau est une denrée précieuse qui se retrouve au cœur de rites sacrés des Martiens. Ainsi le « partage de l’eau » (le fait de boire un peu d’eau dans un même récipient) est pour Mike un rituel qui lie deux personnes d’une amitié indéfectible. Deux personnes qui ont partagé l’eau sont ensuite des « frères d’eau ». Les deux premiers frères d’eau apparaissant dans le roman sont Mike et Gillian Boardman.

### Les Martiens
Les Martiens naissent dans des nids. Après avoir été un œuf, le jeune Martien se transforme en nymphe. Pendant leur période d’apprentissage, à cause de leur caractère plutôt turbulent, beaucoup de nymphes meurent et celles qui survivent sont ensuite fécondées par les Martiens adultes. Une fois qu’elles ont pondu leurs œufs, les nymphes se transforment en adultes. Toutes les nymphes martiennes sont femelles, tandis que tous les Martiens adultes sont mâles. Les mâles adultes sont énormes, physiquement passifs et mentalement actifs, tandis que les nymphes femelles sont des sphères grasses couvertes de fourrure, pleines d’énergie, mais dénuées de pensée. Au stade ultime, les adultes quittent leur enveloppe corporelle pour devenir des Anciens. Le corps du défunt est alors mangé par ses frères d’eau.
S’ils ne sont pas réellement belliqueux, les Martiens ont pourtant détruit une civilisation entière, celle de l’ancienne cinquième planète du système solaire. Les Martiens ne connaissent ni l’argent, ni la propriété. L’art des Martiens se divise en deux catégories : celui des adultes, vigoureux, primitif et souvent révolutionnaire, et celui des Anciens, conservateur et complexe.

## Personnages principaux
- Anne, l’une des trois secrétaires particulières de Jubal E. Harshaw, certifiée comme « juste témoin » ;
- Aube Ardente, strip-teaseuse, membre de l’Église fostériste, puis grande prêtresse de l’Église de Tous les Mondes ;
- Gillian Boardman, appelée Jill, infirmière, maîtresse, puis grande prêtresse de Valentin Michaël Smith ;
- Gilbert Berquist, homme de main du secrétaire général Douglas ;
- C. D. Bloch, major des Services Spéciaux envoyé pour arrêter l’Homme de Mars et Gillian Boardmann chez Jubal E. Harshaw ;
- Sénateur Boone, politicien chrétien, guide de l’Homme de Mars lors de sa visite de l’Église fostériste ;
- Capitaine Michaël Brant, commandant de l’Envoy, père de Valentin Michaël Smith ;
- James Oliver Cavendish, « Juste Témoin » convoqué par Ben Caxton pour démasquer l’imposteur qui se fait passer pour l’Homme de Mars ;
- Ben Caxton, journaliste du Post, ami de Gillian Boardman et deJubal E. Harshaw;
- Daniel Digby, docteur révérend, évêque suprême de l’Église fostériste de la Nouvelle Révélation ;
- Dorcas, l’une des trois secrétaires particulières de Jubal E. Harshaw ;
- Joseph Edgerton Douglas, secrétaire général de la Fédération mondiale des États libres ;
- Agnès Douglas, femme influente du secrétaire général Douglas, passionnée d’astrologie ;
- Duke, factotum de Jubal E. Harshaw, grand amateur et collectionneur de photographies pornographiques ;
- Mark Frisby, avocat de Ben Caxton ;
- Jubal E. Harshaw, érudit misanthrope et sarcastique, paternaliste et excentrique, docteur ès lettres, docteur en médecine et docteur en droit, gourmet, sybarite, révolutionnaire amateur, parasite par vocation, clown professionnel, auteur populaire d’exception et philosophe néo-pessimiste, qui vit dans les montagnes Pocono en Pennsylvanie ;
- Heinrich, chef des Services Spéciaux envoyé pour arrêter l’Homme de Mars et Gillian Boardmann chez Jubal E. Harshaw ;
- Révérend « Jug » Jackermann, révérend fostériste, animateur, musicien, homme de scène, ancien joueur de football américain ;
- Kung, chef de la Coalition orientale ;
- Larry, factotum de Jubal E. Harshaw ;
- Docteur Mary-Jane Lyle-Smith, ingénieur atomiste, embarquée à bord de l’Envoy, mère de Valentin Michaël Smith ;
- Thomas Mackenzie, directeur du réseau de télévision New World ;
- Docteur Mahmoud, linguiste et sémanticien musulman, capable de parler martien, membre de la mission du Champion;
- Myriam, l’une des trois secrétaires particulières de Jubal E. Harshaw, future femme du docteur Mahmoud ;
- Docteur Sven Nelson, premier médecin chargé du suivi médical de l’Homme de Mars ;
- Patricia Paiwonski, catholique irlandaise intégralement tatouée, adepte de l’Église fostériste, phénomène de foire, propriétaire d’un boa et de plusieurs serpents ;
- Wilhelm van Tromp, Néerlandais, militaire, capitaine du Champion ;
- James Sanforth, agent de presse du secrétaire général Douglas :
- Alexandra Vesant, pseudonyme de Becky Vesey, astrologue attitrée de la secrétaire générale Agnès Douglas et grande amie de Jubal E. Harshaw ;
- Becky Vesey, identité civile d’Alexandra Vesant ;

## Commentaires

### Un regard neuf sur la société américaine
Valentin Michael Smith, un humain élevé par les Martiens, est un personnage décalé qui permet à son auteur, Robert A. Heinlein, de mettre en perspective la culture occidentale dans son ensemble, aussi bien dans ses fondements judéo-chrétiens que dans son fonctionnement social. Tout le parcours du personnage principal est placé sous le signe d’une découverte naïve et curieuse de ce « Nouveau monde » dont il est pourtant originaire.
Jouant de la naïveté de son personnage et de la candeur de ses questionnements, Robert A. Heinlein met en perspective - ou remet en cause - des aspects de la société américaine ou plus généralement occidentale aussi variés que la peur de la mort, l'amour, les tabous sexuels, la place du désir, la mauvaise conscience, la religion, la propriété, l'argent, la place de la violence légale, etc. Valentin Michael Smith est donc ce corps étranger qui joue le rôle du révélateur des dysfonctionnements criants d'une société qui se sclérose, juste avant l'explosion du mouvement hippie.

### Peace and Love
Le roman de Robert A. Heinlein développe deux thématiques qui auront une grande importance pour la révolution culturelle des années 1970 : 
- l'amour comme valeur fondamentale et universelle des relations humaines, l'importance de l'amour physique, la valorisation du désir sans tabous - qui sont quasiment érigés en dogme religieux et
- le refus de toute violence.

Dans ce dernier domaine, l'auteur force le trait : les « Services Spéciaux » du gouvernement fédéral sont ironiquement désignés par l'abréviation SS (une évocation sans doute possible des milices nazies) et les deux officiers de police présentés dans le roman portent des noms à consonance germanique : Heinrich pour le premier, et Bloch pour le second. Par ailleurs, Mike, le héros, associera spontanément la violence, les armes et les forces militarisées au mal absolu et les fera tout bonnement disparaître par la simple force de son psychisme.
Ainsi voit-on poindre au fil du roman le crédo de la génération hippie qui oppose ces deux thèmes-clés : « Peace and Love » et « Faites l'amour, pas la guerre ».

### Critique de l'État et rôle de la presse
Les deux premières parties du roman mettent en scène une vaste machination politique destinée à extorquer à l'Homme de Mars l'ensemble de ses biens. Robert A. Heinlein fait intervenir et interagir le pouvoir exécutif (Douglas), le pouvoir répressif (Berquist et la police), le pouvoir judiciaire (avec l'avocat et le « Juste Témoin » de Ben Caxton) et la presse d'investigation (avec Ben Caxton). Schématiquement, les projets frauduleux du gouvernement qui abuse de son pouvoir répressif sont déjoués par la presse d'investigation qui tente de s'entourer de toutes les garanties légales possibles pour mener à bien son enquête. Cette configuration politique anticiperait presque la tristement célèbre affaire du Watergate qui défraiera la chronique américaine en 1972.
Si la manœuvre du gouvernement est dénoncée par la presse, le personnage du journaliste Ben Caxton n'en est pas moins arrêté et séquestré par la police sans l'accord du chef du gouvernement de la Fédération. Robert A. Heinlein semble moins dénoncer l'abus de pouvoir en lui-même que ce qui le rend possible, à savoir l'interminable chaîne des intermédiaires politiques qui s'insère entre la population et ses hauts dirigeants. Le long développement du personnage dénommé Jubal E. Harshaw met ainsi en cause le poids trop important des lobbies, des conseillers et des cercles politiques officieux, citant à l'envi le célèbre passage des « climénoles » dans les Voyages de Gulliver de Jonathan Swift et jetant un pont entre l'Angleterre du XVIIIe siècle et les États-Unis du XXe. Pour Jubal E. Harshaw, le système démocratique en lui-même, s'il est loin d'être parfait, est pourtant le moindre mal et doit être maintenu.

### Critique de la religion
Robert A. Heinlein consacre les trois dernières parties de son roman à la religion. Il imagine et présente au lecteur une religion nouvelle, plus moderne, adaptée à un monde économique et politique nouveau : l'Église de la Nouvelle Révélation, fondée par l'évêque Foster.
L'Église fostériste use de tous les moyens à sa disposition pour séduire de nouveaux fidèles : le strip-tease, les concerts, le show-business, des mises en scène kitsch avec des angelots, etc. Du point de vue économique, l'Église fostériste est un exemple d'entreprise commerciale efficace avec la recherche de mécènes, la diffusion de messages publicitaires entre deux sermons, le partenariat avec une marque de grande surface qui lui garantit l'exclusivité de ses ventes, l'ouverture de casinos, la vente de souvenirs et la mise à la disposition des fidèles de nombreuses machines à sous.
Du point de vue du dogme, les principes de l'Église fostériste dérivent de la Bible chrétienne, mais intègrent les découvertes de la psychanalyse freudienne sur la sexualité humaine : le corps et la sexualité y sont réhabilités.
Les méthodes politiciennes de l'Église fostériste sont en revanche la cible de vives critiques de la part de Robert A. Heinelin / Jubal E. Harshaw tout au long du récit. L'intolérance vis-à-vis des autres confessions, le recrutement musclé, le formatage des esprits, les méthodes de lobbying, conduisent Jubal E. Harshaw à comparer la religion fostériste au nazisme avec ses risques de dérive totalitariste. Si Hitler vendait de la haine, l'Église fostériste vend de la joie, mais les méthodes et les enjeux sont les mêmes : utiliser des dogmes pour structurer de manière rigide une société tout entière.
On peut se demander si Heinlein a, par les méthodes qu'il critique, anticipé le développement des églises évangéliques actuelles.

### L'Église de Tous les Mondes
Après avoir étudié le fonctionnement et les principes de l'Église de la Nouvelle Révélation, Valentin Michael Smith décide de fonder sa propre religion, « L'Église de Tous les Mondes ». La religion de l'Homme de Mars est exigeante, car ses adeptes doivent apprendre la langue et la sagesse des Martiens, elle impose de nombreux rituels et organise des rites de passage qui font passer ses membres d'un cercle à l'autre (il existe neuf cercles différents) en fonction de leur compréhension et de leur foi. Ainsi décrite, cette religion s'apparente à un culte à mystères.
Du point de vue de ses principes fondateurs, elle est syncrétique et universelle, emprunte aux rites et pratiques des premiers chrétiens, tout en faisant une vaste synthèse de toutes les religions existantes, comme dans l'idée d'une « Mère universelle » qui est à la fois Isis, Cybèle, Ève, Marie, Ishtar, etc. Son mot d'ordre, « Tu es Dieu », souligne la présence de Dieu en chaque homme et affirme la responsabilité individuelle totale, dénuée de toute mauvaise conscience. D'après l'Homme de Mars, cette religion offre non une foi, mais la vérité qui peut rendre inutiles aussi bien la faim que la violence et les guerres. La compréhension de l'autre et du monde passe par l'amour physique pendant des rites d'orgies collectives. Elle fait ainsi du désir de la chair non plus un objet de contrition, mais le moteur même de la relation à l'autre.
Le personnage de l'Homme de Mars lui-même joue un rôle de figure messianique et meurt en martyr, victime, comme son illustre prédécesseur chrétien, de ceux qu'il voulait sauver. Par sa démarche et le contenu de son message, l'Homme de Mars semble incarner la figure ambiguë de Jésus-Dionysos du philosophe allemand Friedrich Wilhelm Nietzsche.
En 1968, un groupe de néo-païens inspirés par le roman de Robert A. Heinlein fonde une religion du même nom, l'Église de Tous les Mondes (Church of All Worlds), organisée en grande partie comme dans le livre. Cette Église est toujours aujourd'hui une partie active de la communauté néo-païenne et possède un site web.

### Heinlein et la philosophie
Le personnage de Jubal E. Harshaw ne ménage ni les philosophes, ni la philosophie dans ses longues tirades érudites : « La majorité des philosophes n'a pas de courage ; ils commencent par avaler les principes essentiels du code actuel : monogamie, structure familiale, continence, tabous corporels, restrictions concernant l'acte sexuel et la suite, puis ils chipotent sur les détails… jusqu'à des sottises telles que de savoir si la vue de la poitrine féminine est obscène ou non. » Si Heinlein, ou plutôt son personnage, fait des philosophes des Tartuffes, c'est qu'il leur reproche de réfléchir à partir des fondements établis de la culture occidentale au lieu de les mettre en question et de les analyser pour eux-mêmes. Un philosophe qui ne réfléchit qu'aux modalités de la culture établie se condamne donc selon Heinlein à passer à côté de l'essentiel.
Le seul philosophe que Heinlein cite abondamment dans son livre, c'est Friedrich Wilhelm Nietzsche, et pas seulement parce que c'est le nom du chat de Jubal E. Harshaw ! Avec sa Généalogie de la morale, Nietzsche interrogeait les fondements mêmes de la culture occidentale pour les remettre en cause, ce qui constitue pour Heinlein la véritable fonction du philosophe. L'auteur présente également son héros Mike, l'Homme de Mars, comme l'exemple même du « surhomme » nietzschéen, un être naïf au sens positif du terme, dénué de toute mauvaise conscience et qui affirme le monde. Par ailleurs, Heinlein réutilise à plusieurs reprises au cours de son récit la distinction nietzschéenne de l'apollinien et du dionysiaque (amorcée dans La Naissance de la tragédie) pour caractériser les différentes cultures terrestres ou extra-terrestres.

### Néologisme
Le mot-clé de la philosophie et de la religion de l'Homme de Mars, c'est le verbe « gnoquer » (« to grok » dans la version originale anglaise), dont la signification est « comprendre pleinement » et « ne faire plus qu'un avec l'objet de sa réflexion ». Gnoquer quelque chose, c'est comprendre la chose, son essence et le lien qui me lie à cette chose.
Dans les pays anglophones, après le succès du roman de Robert A. Heinlein, le mot grok a été beaucoup utilisé dans les milieux des fans de SF, des hippies et des hackers, à tel point qu'il est entré dans le dictionnaire de la langue anglaise, notamment dans le célèbre Oxford English Dictionnary.

### Légendes autour de l'œuvre
Selon le Time Magazine, Charles Manson, instigateur de l'assassinat de Sharon Tate alors enceinte, a effectué un certain amalgame entre la société que fréquentait l'épouse de Roman Polanski et les personnes que Robert A. Heinlein qualifiait de better dead et que le héros éliminait pour leur permettre de mener une existence posthume plus réussie. Cependant, Charles Manson déclara ne jamais avoir lu le roman de Heinlein.

## Un classique de la science-fiction
Ce roman est considéré comme un grand classique de la science-fiction dans les ouvrages de références suivants :
- Annick Beguin, Les 100 principaux titres de la science-fiction, Cosmos 2000, 1981 ;
- Enquête du Fanzine Carnage mondain auprès de ses lecteurs, 1989 ;
- Lorris Murail, Les Maîtres de la science-fiction, Bordas, coll. « Compacts », 1993 ;
- Stan Barets, Le science-fictionnaire, Denoël, coll. « Présence du futur », 1994 ;
- Bibliothèque idéale du webzine Cafard cosmique.

## Critiques spécialisées
Dans son Histoire de la science-fiction moderne, Jacques Sadoul déclare à propos de ce roman : « Ainsi, le chef de file de l'école ultraclassique et ultraconservatrice de la S-F avait pris la tête de sa génération dans l'underground américain : En terre étrangère fut pendant deux ans ou trois la Bible de presque toutes les communautés hippies des États-Unis. ».

## Éditions françaises
- En terre étrangère, Robert Laffont, coll. « Ailleurs et Demain », trad. Frank Straschitz, 1970 ;
- En terre étrangère, Edito-Service, coll. « Les chefs-d'œuvre de la science-fiction », trad. Frank Straschitz, 1974 ;
- En terre étrangère, Librairie Générale Française, coll. « Le Livre de poche Science-fiction », no 7041, trad. Frank Straschitz, 1979 ; réédition en juin 2016  (ISBN 978-2253133087)
- En terre étrangère, Presses Pocket, coll. « Science-fiction », no 5207, trad. Frank Straschitz, 1985 ;
- En terre étrangère, France Loisirs, trad. Frank Straschitz, 2001.

Publication d'un extrait dans :
- En terre étrangère, Seghers, coll. « Anthologie-jeunesse », trad. Frank Straschitz, in Découvrir la science-fiction, 1975.